# Le Chant des sirènes (film, 1987)
Pour les articles homonymes, voir Le Chant des sirènes.
Pour plus de détails, voir Fiche technique et Distribution.
Le Chant des sirènes (I've Heard the Mermaids Singing) est un film canadien réalisé par Patricia Rozema, sorti en 1987.

## Synopsis
Polly, une photographe socialement inadaptée, devient secrétaire dans une galerie d'art. Elle a un béguin pour sa patronne Gabrielle, qui vient de se remettre en couple avec son ancienne amante, Mary. Polly soumet anonymement une photographie à la galerie mais Gabrielle la dédaigne lors de sa sélection. Polly quitte alors son emploi et est victime de dépression. Mais alors qu'elle y revient, elle voit une de ses photos accrochée...

## Fiche technique
- Titre : Le Chant des sirènes
- Titre original : I've Heard the Mermaids Singing
- Réalisation : Patricia Rozema
- Scénario : Patricia Rozema
- Musique : Mark Korven
- Photographie : Douglas Koch
- Montage : Patricia Rozema
- Production : Alexandra Raffe et Patricia Rozema
- Société de distribution : Miramax (États-Unis)
- Pays :  Canada
- Genre : Comédie dramatique
- Durée : 81 minutes
- Dates de sortie : 
  -  France : mai 1987 (Festival de Cannes)
  -  États-Unis : mars 1988

## Distribution
- Sheila McCarthy : Polly Vandersma
- Paule Baillargeon : Gabrielle St. Peres
- Ann-Marie MacDonald : Mary Joseph
- Richard Monette : Clive
- John Evans : Warren

## Accueil
Le film remporte le Prix de la jeunesse au Festival de Cannes 1987. Il est nommé pour 9 fois aux prix Génie et en remporte 2 : le prix Génie de la meilleure actrice pour Sheila McCarthy et le prix Génie de la meilleure actrice dans un second rôle pour Paule Baillargeon.